# 홍세미
홍세미(鴻世美, 1947년 10월 19일 ~ )는 대한민국의 배우이다.

## 출연작

### 영화
- 1968년 : 《구슬 공주》
- 1968년 : 《춘향》
- 1968년 : 《아리랑》
- 1969년 : 《사나이 부르스》
- 1969년 : 《무정검》
- 1969년 : 《물망초》... 윤희 역
- 1970년 : 《유정검화》
- 1971년 : 《홍콩서 온 철인 박》
- 1972년 : 《잘 살아다오 내 딸들아》
- 1975년 : 《본능》